# B.o.B
Bobby Ray Simmons, Jr. (Winston-Salem, North Carolina, 15. studenog 1988.) bolje poznat po svom umjetničkom imenu Bobby Ray ili B.o.B, američki je reper, pjevač, tekstopisac, multi-instrumentalist i producent. Trenutno ima potpisan ugovor za diskografske kuće Grand Hustle Records i Atlantic Records. Svoj debitantski album B.o.B Presents: The Adventures of Bobby Ray objavio je u svibnju 2010. godine.

## Životopis
B.o.B je rođen kao Bobby Ray Simmons, 15. studenog 1988. u Winston-Salemu, Sjevernoj Karolini. Manje od mjesec dana kasnije njegova obitelj se preselila u Decatur, Georgiju. Kroz osnovnu i srednju školu svirao je trubu u školskom bendu. Iako su njegovi roditelji htjeli da nastavi školovanje, Bobby je u šestom razredu odlučio da će nastaviti glazbenu karijeru. Njegov otac, pastor odobrio mu je izbor kad je shvatio da koristi glazbu kao oblik terapije i kreativnosti. Bobby je kasnije izjavio, "Roditelji su me uvijek podržavali. Kupili su mi prvi sintesajzer na kojem sam odsvirao svoje prve melodije. Njima je bilo zapravo teško shvatiti što ja stvarno hoću ostvariti."

## Glazbena karijera

### B.o.B Presents: The Adventures of Bobby Ray i Strange Clouds (2009. – 2013.)
Njegov debitantski album, B.o.B Presents: The Adventures of Bobby Ray, trebao je biti objavljen 25. svibnja 2010. godine, ali je bio odgođen do 27. travnja 2010. zbog komercijalnih uspjeha njegove pjesme "Nothin' on You". Album je objavila T.I.jeva izdavačka kuća Grand Hustle Records, a gosti na albumu su Lupe Fiasco, T.I., Playboy Tre, Hayley Williams (iz grupe Paramore), Rivers Cuomo (iz grupe Weezer), Ricco Barrino, Janelle Monáe, Bruno Mars i Eminem.
B.o.B je 2007. godine počeo dobivati velika priznanja nakon uspjeha njegove pjesme "Haterz Everywhere" zajedno s Wes FIFom. Remix s Young Dreom se pojavljuje u video-igrici Fight Night Round 4. Njegov prvi singl "I'll Be in the Sky", objavljen je krajem 2008. godine. About.com je pjesmu nazvao "funky artrapom i snažnim uvodom u album" te je dosegla 13. mjesto na ljestvici "Top 100 Rap Songs of 2008". On se pojavljuje na T.I.-ovom album Paper Trail, u pjesmi "On Top of the World". Također, još jedna pjesma u produkciji Bobbyja Raya pod nazivom "Generation Lost" dospjela je na 32. mjesto navedene ljestvice. Glazbeni video za "Haterz Everywhere", "I'll Be in the Sky", "Generation Lost", "Lonely People", "Put Me On" i "No Mans Land" mogu se naći na MySpace-u ili YouTube-u.
B.o.B je objavio video za njegov hit-singl, "Nothin' on You". Njegov debitantski album sadrži tri singla: "Don't Let Me Fall" (objavljen 6. travnja 2010.), "Airplanes" (objavljen 13. travnja 2010.) i "Bet I" (objavljen 20. travnja 2010.). U pjesmi "Airplanes" vokal je Hayley Williams iz grupe Paramore dok je u "Bet I" T.I. i Playboy Tre. Video za "Bet I" objavljen je na Atlantic Video na YouTubeu. Album je objavljen 27. travnja 2010. te je dobio pozitivne kritike. U prvom tjednu prodan je u 84.000 primjeraka i debitirao je na 1. mjestu ljestvice Billboard 200. B.o.B je 13. muški solo-umjetnik koji ima debitantski album na 1. mjestu.
U svibnju 2012. izdaje svoj drugi album Strange Clouds. Prvi najveći singl Play the Guitar objavljen je u prosincu 2011. Drugi singl s albuma So Good objevljen je 17. lipnja 2012. Oba dvije pjesme bile su veliki hit.

## Diskografija
- 2010.: B.o.B Presents: The Adventures of Bobby Ray
- 2012.: Starnge Clouds

## Nagrade i nominacije
| Godina | Kategorija                                                              | Žanr | Naziv                                       | Rezultat  |
| ------ | ----------------------------------------------------------------------- | ---- | ------------------------------------------- | --------- |
| 2011.  | Record of the Year (zajedno s Bruno Mars)                               | Rap  | "Nothin' On You"                            | Nominiran |
| 2011.  | Best Pop Collaboration with Vocals (zajedno s Hayley Williams i Eminem) | Rap  | "Airplanes"                                 | Nominiran |
| 2011.  | Best Rap Song Collaboration (zajedno s Bruno Mars)                      | Rap  | "Nothin' On You"                            | Nominiran |
| 2011.  | Best Rap Song (zajedno s Bruno Mars)                                    | Rap  | "Nothin' On You"                            | Nominiran |
| 2011.  | Best Rap Album                                                          | Rap  | B.o.B Presents: The Adventures of Bobby Ray | Nominiran |

## Vanjske poveznice
- Službena stranica  Arhivirana inačica izvorne stranice od 11. studenoga 2018. (Wayback Machine)
- B.o.B na Twitteru
- B.o.B na MySpaceu
- B.o.B  Arhivirana inačica izvorne stranice od 10. ožujka 2011. (Wayback Machine) na MTV